# Rorippa hilariana
Rorippa hilariana är en korsblommig växtart som först beskrevs av Wilhelm Gerhard Walpers, och fick sitt nu gällande namn av Cabrera. Rorippa hilariana ingår i släktet fränen, och familjen korsblommiga växter. Inga underarter finns listade i Catalogue of Life.